# Minnesota Lynx 2008
La stagione 2008 delle Minnesota Lynx fu la 10ª nella WNBA per la franchigia.
Le Minnesota Lynx arrivarono seste nella Western Conference con un record di 16-18, non qualificandosi per i play-off.

## Roster
| N° | Naz.                   | Ruolo | Sportivo          | Anno | Alt. | Peso |
| -- | ---------------------- | ----- | ----------------- | ---- | ---- | ---- |
| 3  | Stati Uniti (bandiera) | A     | Nicole Ohlde      | 1982 | 196  | 79   |
| 5  | Stati Uniti (bandiera) | G     | Sharnee' Zoll     | 1986 | 170  | 67   |
| 10 | Stati Uniti (bandiera) | G     | Lindsey Harding   | 1984 | 173  | 63   |
| 11 | Stati Uniti (bandiera) | G     | Candice Wiggins   | 1987 | 180  | 68   |
| 14 | Stati Uniti (bandiera) | G     | Shay Murphy       | 1985 | 180  | 74   |
| 15 | Stati Uniti (bandiera) | G     | Crystal Smith     | 1984 | 168  | 55   |
| 20 | Stati Uniti (bandiera) | A     | Charde Houston    | 1986 | 180  | 86   |
| 21 | Stati Uniti (bandiera) | AC    | Nicky Anosike     | 1986 | 188  | 95   |
| 30 | Stati Uniti (bandiera) | G     | Anna DeForge      | 1976 | 178  | 73   |
| 32 | Stati Uniti (bandiera) | A     | LaToya Thomas     | 1981 | 188  | 79   |
| 33 | Stati Uniti (bandiera) | G     | Seimone Augustus  | 1984 | 183  | 81   |
| 34 | Stati Uniti (bandiera) | G     | Navonda Moore     | 1984 | 173  | 66   |
| 45 | Stati Uniti (bandiera) | G     | Noelle Quinn      | 1985 | 183  | 79   |
| 52 | Stati Uniti (bandiera) | A     | Kristen Rasmussen | 1978 | 193  | 78   |
| 55 | Stati Uniti (bandiera) | C     | Vanessa Hayden    | 1982 | 193  | 102  |

## Staff tecnico
- Allenatore: Don Zierden
- Vice-allenatori: Jennifer Gillom, Julie Plank, Ed Prohofsky
- Preparatore atletico: Chuck Barta
- Preparatore fisico: Tom Conroy